# Ґарі Нейванд
Ґарі Нейванд (англ. Gary Neiwand, 4 вересня 1966) — австралійський велогонщик.
Срібний призер Олімпійських Ігор 1992 (спринт), 2000 (кейрін) років, бронзовий призер 1988 (спринт), 2000 (командний спринт) років, учасник 1996 року.
Переможець Ігор Співдружності 1986 (спринт), 1990 (спринт), 1994 (спринт) років.
Чемпіон світу з трекових велоперегонів 1993 (спринт), 1993 (кейрін), 1996 (командний спринт) років, срібний призер 1996 року в кейріні, бронзовий призер 1991 року в спринті.